# Aldeanueva del Codonal
Aldeanueva del Codonal – gmina w Hiszpanii, w prowincji Segowia, w Kastylii i León, o powierzchni 22,09 km². W 2011 roku gmina liczyła 146 mieszkańców.